# ハイジャンプ作戦
ハイジャンプ作戦(ハイジャンプさくせん、Operation Highjump)は1946年から1947年にかけて、アメリカ海軍が行った大規模な南極観測プロジェクト。リチャード・バード少将が指揮を執った。南極における恒久基地建設の調査や合衆国のプレゼンスの提示、寒冷地における人員・機材の動作状況の確認・技術研究などを目的としていた。人員規模は4,700名、13隻の艦船と多数の航空機により支援されていた。

## 概要
調査隊のうち、西部グループは1946年12月2日にサンディエゴを出港。南太平洋のマルキーズ諸島を経由し、12月下旬に南極海に到着した。バレニー諸島周辺から調査を開始している。西部グループは主に西南極周辺を調査した。
東部グループは12月2日にノーフォークを出港し、12月下旬にピョートル1世島近海に到着した。12月30日にはPBM飛行艇が悪天候により墜落した（1946 Antarctica PBM Mariner crash）。3名が死亡し、6名が13日後に救助されている（そのうち一人は重度の凍傷のため四肢切断を余儀なくされた）。東部グループは主に東南極周辺を調査した。
中央グループは12月下旬に南極に到着。1947年1月15日には主力はロス海・クジラ湾にあった。主にロス海周辺を調査している。
1月にも調査隊は、空母と砕氷艦の増援を受けている。空母フィリピン・シーはR4D 6機の輸送を行っている。なお、全調査隊は2月から3月にかけて調査を終了し、帰還している。
ハイジャンプ作戦には多数の航空機が投入された。そのため、南極の沿岸を広い範囲にわたり、航空写真を撮影することに成功し、科学的意義は評価された。

## 部隊
第68任務部隊（司令官：Richard H. Cruzen少将）
東部グループ（第68.3任務群 司令官：ジョージ・J・デュフェク大佐）
- パイン・アイランド(Pine Island AV-12)：カリタック級水上機母艦
- カニステオ(Canisteo AO-99)：シマロン級給油艦
- ブラウンソン(Brownson DD-868)：ギアリング級駆逐艦

西部グループ（第68.1任務群 司令官：チャールズ・A・ボンド大佐）
- カリタック(Currituck AV-7)：カリタック級水上機母艦
- カカポン(Cacapon AO-52)：シマロン級給油艦
- ヘンダーソン(Brownson DD-785)：ギアリング級駆逐艦

中央グループ（第68.2任務群 Cruzen少将直率）
- マウント・オリンパス(Mount Olympus AGC-8)：揚陸指揮艦
- バートン・アイランド(Burton Island AG-88)：ウィンド級砕氷艦
- ノースウインド(Northwind WAG-282)：ウィンド級砕氷艦・アメリカ沿岸警備隊所属
- ヤンセイ(Yancey AKA-93)：アンドロメダ級攻撃貨物輸送艦・物資輸送任務
- メリック(Merrick AkA-97)：アンドロメダ級攻撃貨物輸送艦・物資輸送任務
- セネット(Sennet SS-408)：バラオ級潜水艦

空母グループ（第68.4任務群 司令官：リチャード・E・バード・ジュニア少将）
- フィリピン・シー(Philippine Sea CV-47)：タイコンデロガ級航空母艦・航空機輸送任務・単艦行動